# 陳孝意
陳孝意（6世纪—617年），中国隋朝政治人物，河東郡（治今山西省永济市西南）人。
大業初年，担任魯郡（今山东省济宁市兖州区）司法書佐，以清廉公平知名。魯郡太守蘇威想要杀死一个囚犯，司法書佐陈孝意再三劝阻。蘇威不听，陈孝意脱衣请求先死。蘇威心意松动，于是作罢，感謝陳孝意。蘇威担任納言，推荐陈孝意担任侍御史。陈孝意父亲去世，守丧辞職。守丧时，陈孝意越礼哀丧。有白鹿在他守孝的草廬近处驯服，当時的人以为是被陈孝意的孝情所感动。服丧期間还没有结束，担任雁門郡丞。他在雁門郡吃菜食斋戒，骨痩如柴。朝夕哀哭，昏厥倒地。他尽心为官，揭发当地官吏贪污。
617年（大業十三年），劉武周起兵，殺馬邑郡太守王仁恭，自立为主。陈孝意和武賁郎将王智辩率兵攻打劉武周，在下館城战敗。逃回雁門郡，前郡丞楊長仁、雁門县令王確秘密归附劉武周。陈孝意得知，将他们一家族滅，郡中慄然，不敢有依附劉武周的贰心。劉武周攻打雁門郡，陈孝意坚守郡城。外部没有救援，向江都告急，道路阻断，没有回音。被包围了一百天之后、城中糧尽，陈孝意被校尉張倫殺害，雁門郡投降劉武周。